# 小菱蜗牛
小菱蜗牛（学名：Camaena succinctus）是柄眼目坚齿螺科坚螺属的一种。

## 型態描述
小菱蝸牛在外型上與菱蝸牛非常近似。

## 分佈
主要分布于台湾，常栖息在潮湿落叶底。
關島自1982年有紀錄以來，已經成為當地常見的外來種。